# NGC 6345
NGC 6345 é uma galáxia lenticular (S0) localizada na direcção da constelação de Draco. Possui uma declinação de +57° 21' 02" e uma ascensão recta de 17 horas, 15 minutos e 23,9 segundos.
A galáxia NGC 6345 foi descoberta em 13 de Maio de 1887 por Lewis A. Swift.